# Halle de Castelnau-Rivière-Basse
La halle de Castelnau-Rivière-Basse est un bâtiment situé au centre de Castelnau-Rivière-Basse.

## Histoire
Bâtie avant le XVIIe siècle sur des piliers en bois, elle fut reconstruite en 1687 par Arnaud Dartigaux. 
À l’époque les habitants de la ville furent invités à rapporter les matériaux dont ils s’étaient emparés sur le chantier : poutres, soliveaux, chevrons, tuiles, sans lesquels les bâtisseurs ne pouvaient terminer les travaux.
La halle fut rénovée en 1986 au cours de l’opération “Bastides et Villages de caractères”.

## Localisation
La halle est tapie à proximité de la l'église Saint-Cyr, face à la mairie. 

## Caractéristiques
C’est une petite halle (arcade massive et compact) dont la surface couverte est de 160 m². On remarquera l’assemblage des pièces de bois qui constituent la charpente, les piliers de pierre massifs et voûtes sur la face nord. Huit piliers sur les côtés et un central soutiennent ce bel ouvrage.

## Galerie d'images

Sélection de vues de la halle.
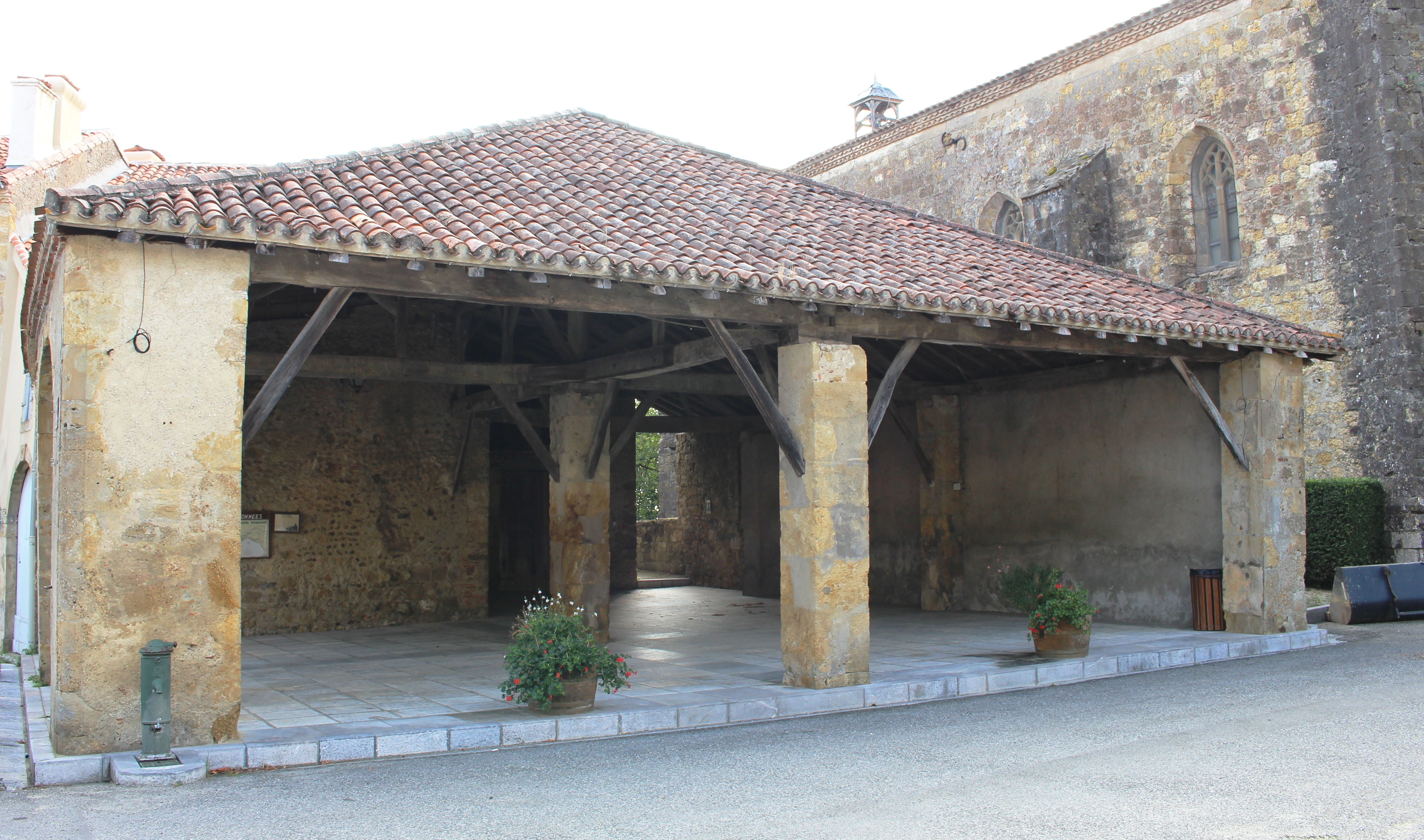
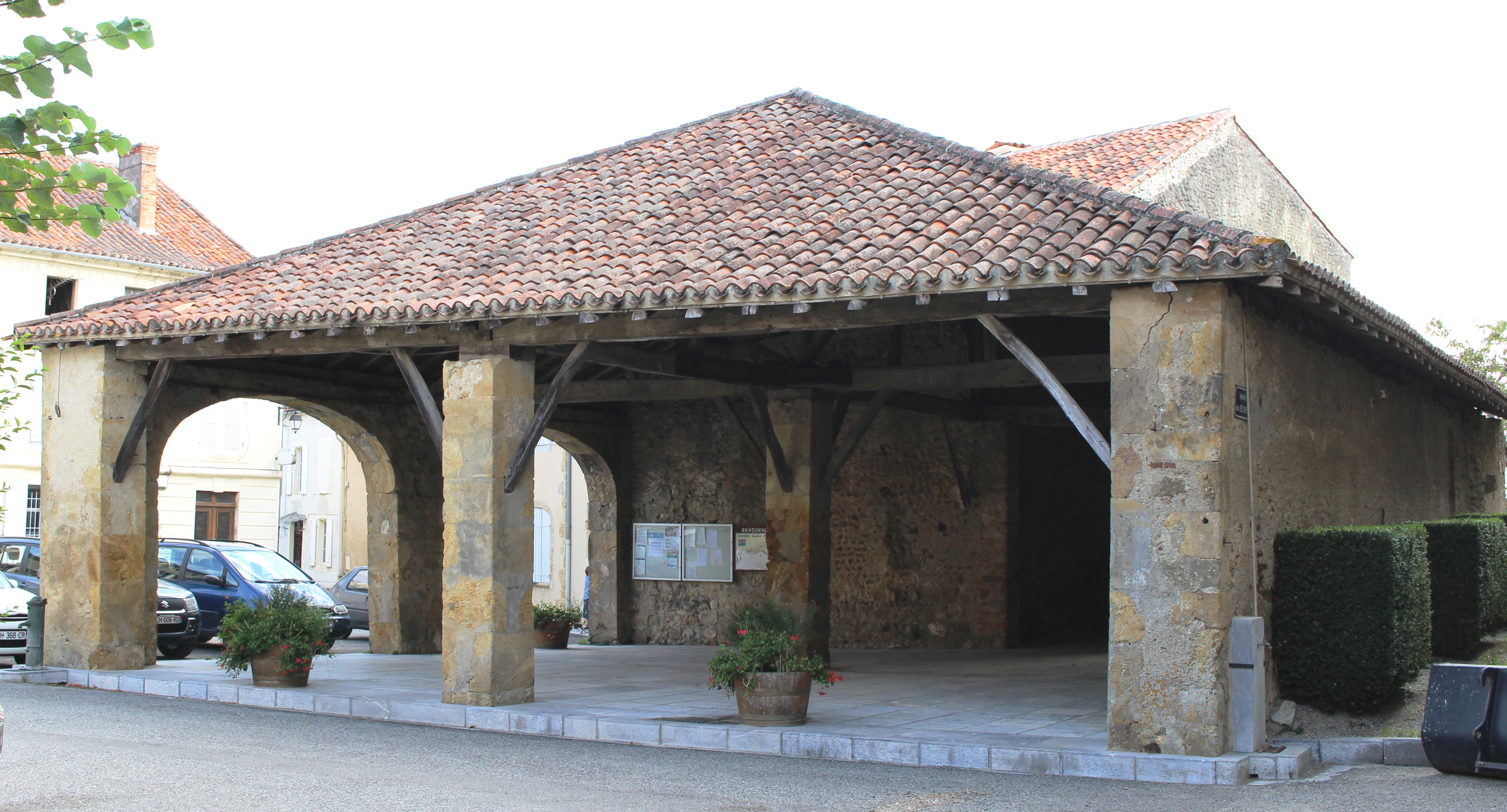